# Życie na gorąco (serial telewizyjny)
Życie na gorąco – polski serial sensacyjny z 1978 roku w reżyserii Andrzeja Konica. Główny bohater – redaktor Maj – był kreowany na „polskiego Jamesa Bonda”.

## Fabuła
Polski dziennikarz nazwiskiem Maj podróżuje po świecie, podążając tropem tajnej, powołanej przez zbrodniarzy hitlerowskich „Organizacji W”. Organizacja ta, kierowana przez nieuchwytnego doktora Gebhardta, zmierza do wywoływania konfliktów międzynarodowych, sabotażu, próbuje zdobyć broń masowej zagłady i trudni się przemytem narkotyków.
W kolejnych odcinkach Maj stara się rozbić organizację i ująć Gebhardta. W tym celu podróżuje po Europie oraz do fikcyjnych krajów Ameryki Łacińskiej i Afryki. Udaremnia prowokację polityczną wymierzoną w socjalistyczne Węgry, udaremnia spisek greckich pułkowników przeciw lewicowemu malarzowi, nie dopuszcza do zabicia świadków mających zeznawać w procesie byłych zbrodniarzy wojennych, a na koniec chroni świat przed zagładą szykowaną przez zwariowanego konstruktora współczesnej arki, milionera Scalcatora.
Maj podczas swych przygód używał różnych pojazdów, m.in. Porsche czy BMW, ale jego prywatnym wozem był Polski Fiat 125p „Sport”.

## Tytuły odcinków
1. Budapeszt
2. Saloniki
3. Marsylia
4. Malavita
5. Monachium
6. Tupanaca
7. Wiedeń
8. Rzym
9. Bolzano

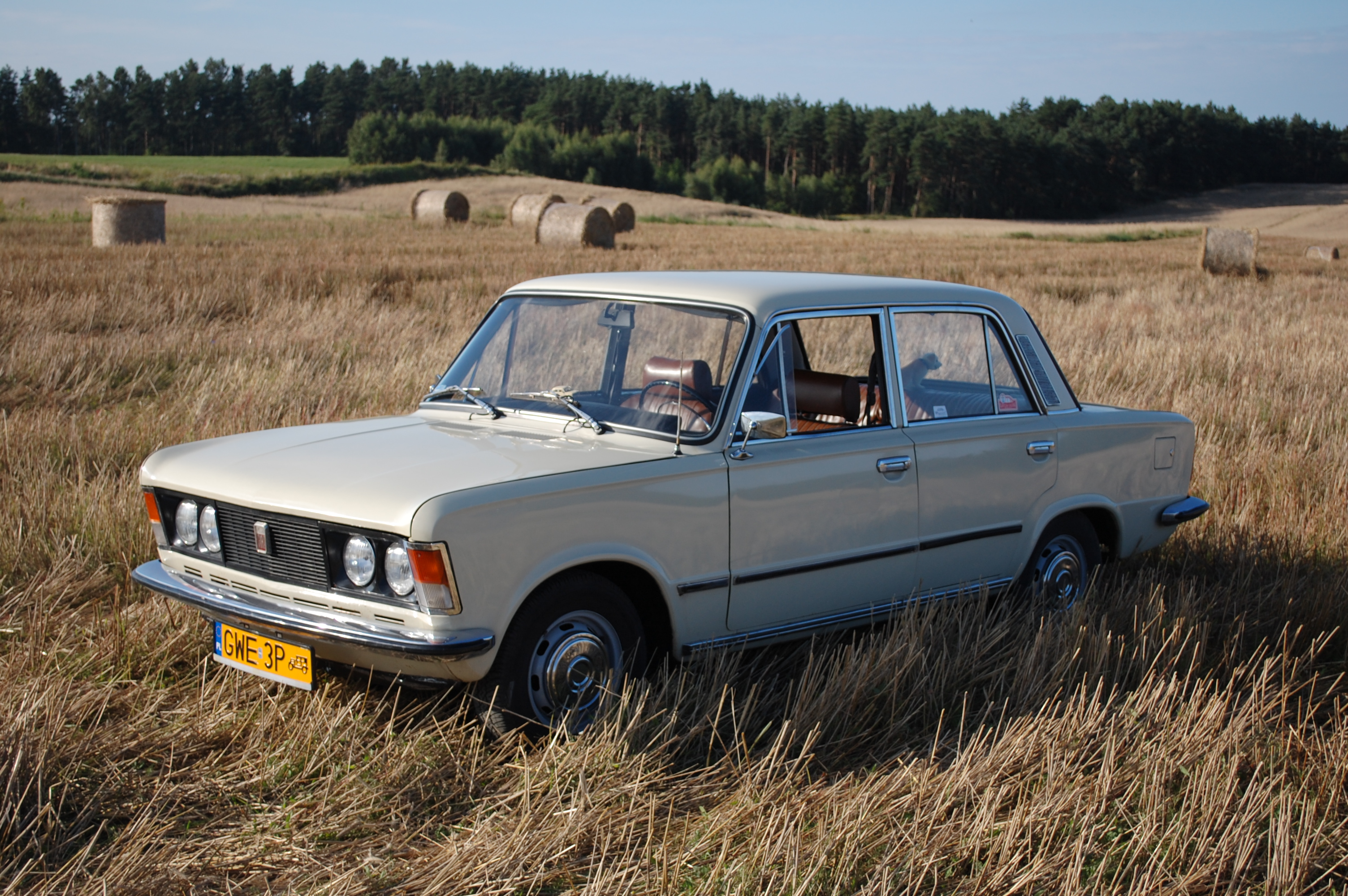
Polski Fiat 125p podobny do tego, którym jeździł redaktor Maj

Każdy tytuł jest jednocześnie nazwą miasta, w którym rozgrywa się akcja odcinka.

## Obsada
- Leszek Teleszyński − redaktor Maj
- Leszek Herdegen − doktor Gebhardt

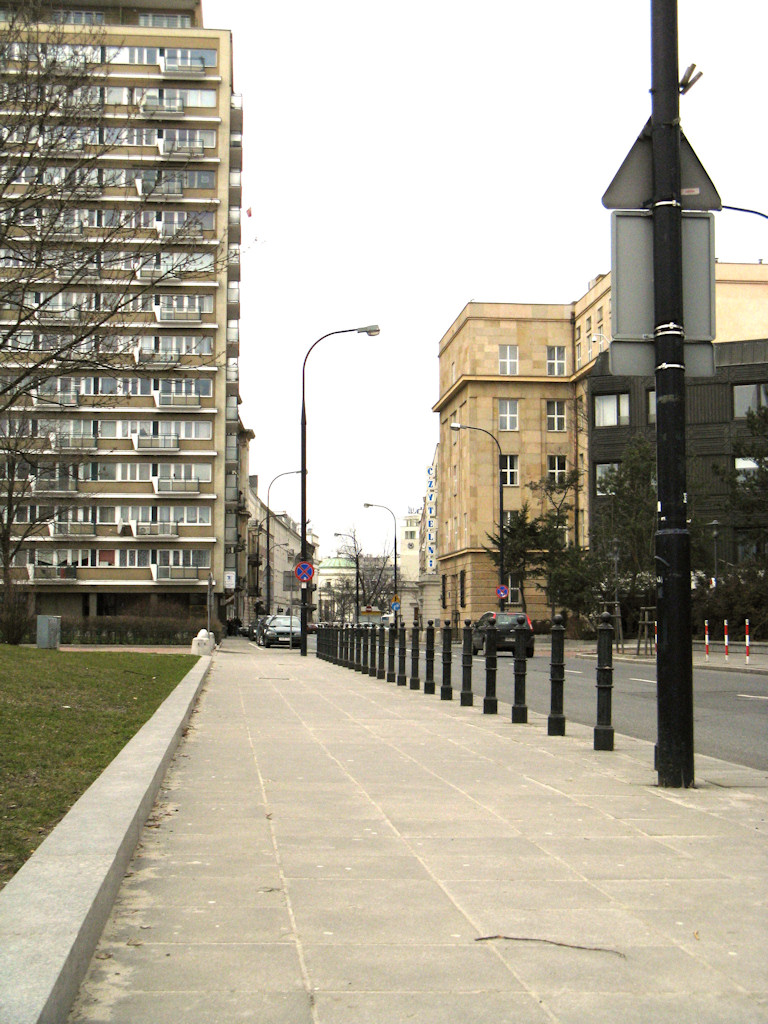
Wieżowiec przy ul. Wiejskiej w Warszawie, w którym mieszka Maj (odc. 3)

- Maria Kowalik-Kalinowska − Anna Roche

w poszczególnych odcinkach wystąpili m.in.
- Tomasz Stockinger − boy hotelowy (odc. 6 Tupanaca)
- Zofia Czerwińska − recepcjonistka ośrodka wypoczynkowego (odc. 6 Tupanaca)
- Barbara Brylska – Marta Feining-Meran (odc. 7 Wiedeń)
- Grażyna Barszczewska – Claudette Bresser (odc. 7 Wiedeń)
- Marek Perepeczko − Hermann, człowiek Ottona[4]
- Stanisław Mikulski − Max Steber, członek organizacji „W” (odc. 2 Saloniki)
- Leonard Pietraszak − Andreas Lossis, pomocnik redaktora Maja z greckiej opozycji (odc. 2 Saloniki)
- Janusz Kłosiński – major Achilles Nikolaidis (odc. 2 Saloniki)
- Emil Karewicz − Boissant, pilot samolotu transportowego (odc. 3 Marsylia)
- Zygmunt Hübner – Charles de Suzannet, szef firmy lotniczej (odc. 3 Marsylia)
- Leon Niemczyk − Dario Lucas (odc. 4 Malavita)
- Jan Kobuszewski − major Cuperly (odcinek: 6 Tupanaca)
- Andrzej Kopiczyński − senator Moranes (odc. 6 Tupanaca)
- Krzysztof Chamiec – Adolfo Tomassini, faktycznie esesman Tommer (odc. 4 Malavita)
- Tadeusz Pluciński – prezes Lazzare Camerini (odc. 6 Tupanaca)
- Jerzy Zelnik – Santiago Libero (odc. 4 Malavita)
- Jerzy Matałowski – Roberto Barrio, argentyński dziennikarz (odc. 4 Malavita)
- Barbara Krafftówna – turystka Irena Strzałkowska (odc. 9 Bolzano)
- Jerzy Karaszkiewicz − pilot samolotu transportowego, członek organizacji "W" (odc. 3 Marsylia)
- Ewa Lemańska – Margaret Santer, agentka zachodniego wywiadu (odc. 9 Bolzano)
- Hanna Balińska – Ilse von Derbich, współpracowniczka organizacji "W" (odc. 1 Budapeszt)
- Wieńczysław Gliński − dziennikarz Carlo Lucetti (odc. 8 Rzym)
- Ryszard Pietruski – komisarz Alberto Biggini (odc. 8 Rzym)
- Jan Englert – Charles Clermont, pracownik komisji ONZ (odc. 7 Wiedeń)
- Henryk Bista – milioner Scalcator (odc. 8 Rzym)
- Janusz Zakrzeński – don Octavio Alezano, szef państwowej służby bezpieczeństwa (odc. 6 Tupanaca)
- Jerzy Kaliszewski – hrabia von Derbich (odc. 1 Budapeszt)
- Andrzej Krasicki – inż. Kwiatkowski, kierownik polskiej budowy (odc. 6 Tupanaca)
- Józef Pieracki – gen. Ernesto Megel, prezydent Guademurki (odc. 6 Tupanaca)
- Zofia Sykulska-Szancerowa – właścicielka domu publicznego (odc. 6 Tupanaca)
- Edwin Petrykat − Hans, członek organizacji „W” udający węgierskiego oficera kontrwywiadu (odc. 1 Budapeszt)
- Eugeniusz Wałaszek − przedsiębiorca na spotkaniu z Alezanem w domu publicznym
- Robert Rogalski − dziennikarz Hammersten z „Zürcher Zeitung” (odc. 9 Bolzano)
- Remigiusz Rogacki − człowiek Bohnego udający oficera austriackiego wywiadu
- Stanisław Jaskułka (aktor) – Otton
- Andrzej Jurczak − człowiek Ottona rozpoznający Annę
- Zygmunt Wiaderny − tajniak
- Stanisław Zatłoka − Pierre, przyjaciel Jean Paula Boissanta (odc. 3 Marsylia)
- Jerzy Braszka − Adolf, człowiek Ottona
- Zdzisław Szymborski − człowiek Gebhardta obserwujący mieszkanie Maja
- Jerzy Dukay − kapitan Rabello, zastępca pułkownika Lucasa (odc. 4 Malavita)
- Maciej Borniński − lekarz na „Arce Noego” (odc. 8 Rzym)
- Andrzej Szalawski − prezes Osborne (odc. 7 Wiedeń)
- Stanisław Niwiński − Kornel Preiss, współwłaściciel pensjonatu „Złota Podkowa” (odc. 7 Wiedeń)
- Jerzy Bielecki − inspektor
- Jack Recknitz − Alfonso, goryl don Octavia (odc. 6 Tupanaca)

## Plenery
- Łódź, Warszawa, Skierniewice, Gdynia, Szczawno-Zdrój, Węgry, Półwysep Krymski, Bułgaria, Niemcy, Austria, Francja, Włochy.